# Michele Morsero
Michele Morsero (Torino, 9 ottobre 1895 – Vercelli, 2 maggio 1945) è stato un militare e prefetto italiano.
Ricoprì la carica di capo della Provincia di Vercelli per la Repubblica Sociale Italiana.

## Biografia
Dopo essere stato interventista e volontario della prima guerra mondiale, partecipò alla marcia su Roma. Arruolatosi nella Milizia Volontaria per la Sicurezza Nazionale, con il grado di 1º seniore (tenente colonnello) partecipò alla guerra d'Etiopia nella 180ª Legione CC.NN. "Alessandro Farnese" venendo decorato con la medaglia d'argento al valor militare.
Partecipò alla guerra civile spagnola nelle file del Corpo Truppe Volontarie, al comando del Battaglione "Laredo" della Brigata "Frecce Nere". Proseguì la carriera nella milizia fino a raggiungere il grado di console comandante della 1ª Legione "Sabauda" di Torino. Combatté inoltre nella seconda guerra mondiale col grado di tenente colonnello dell'esercito e di console della Milizia Volontaria per la Sicurezza Nazionale sul fronte greco-albanese alla guida della 141ª Legione CC.NN. d'Assalto "Volturno" inquadrata nella 51ª Divisione fanteria "Siena".

### Capo della provincia di Vercelli
Dopo l'armistizio dell'8 settembre 1943, aderì alla Repubblica Sociale Italiana e fu nominato federale di Lucca. Sostituito il 20 ottobre da Mario Piazzesi, il 27 fu nominato prefetto di seconda classe e destinato a Vercelli impegnandosi subito a ricostituire la federazione cittadina del PFR anche se con scarse adesioni e dopo le prime segnalazioni di azioni partigiane a prendere le dovute contromisure. Le prime, per il momento incruente azioni dei partigiani si svolsero contro i presidi dei carabinieri cui furono sottratte le armi di ordinanza. Il 25 novembre 1943, Morsero dopo un incontro con i lavoratori predispose un aumento delle retribuzione del cinquanta per cento che secondo il giornale "La Provincia Lavoratrice", doveva apportare "un decisivo adeguamento del salario al costo reale della vita attuale".

#### L'inizio della guerra civile
Il primo vero attacco partigiano fu sferrato il 2 dicembre 1943 contro un presidio di camicie nere a Varallo, in seguito al quale i fascisti riportarono il loro primo caduto nella zona. Anche a seguito di ciò il prefetto Morsero inoltrò spesso lettere presso i vari ministeri e comandi sia repubblicani che tedeschi allo scopo di ottenere contingenti di soldati per integrare le scarse forze a disposizione che potessero presidiare la provincia. Il 7 dicembre a Biella i partigiani danneggiarono la redazione de "La Provincia Lavoratrice" e a Tollegno incendiarono i magazzini di un lanificio che si occupava di forniture militari.

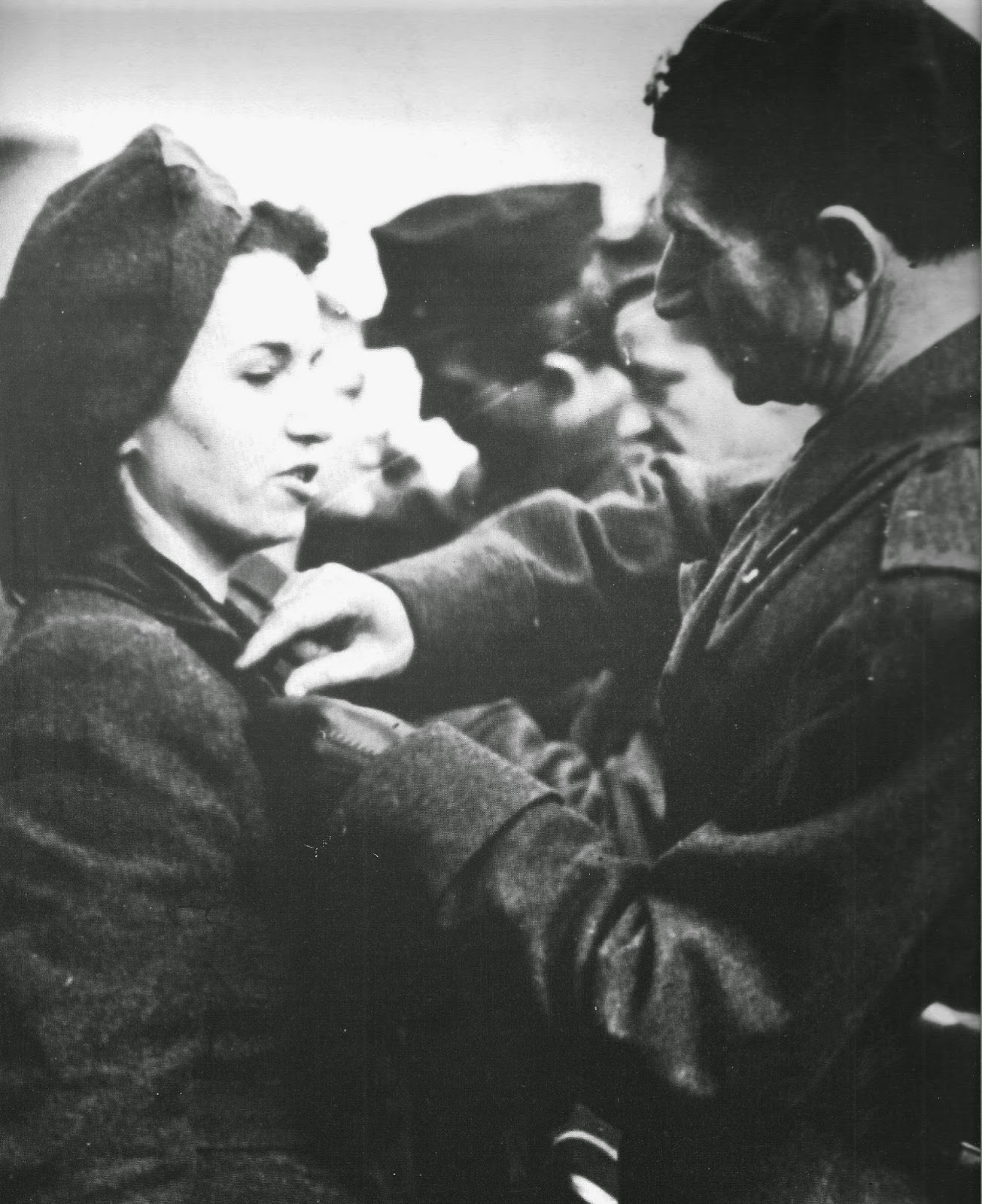
Vercelli 1944, Morsero applica i gladi a una ausiliaria del Servizio Ausiliario Femminile

Spalleggiati dai partigiani gli operai delle industrie iniziarono inoltre tra il 15 e il 17 proclamarono lo sciopero. L'11 dicembre 1943 i partigiani uccisero Bruno Ponzecchi, il segretario del fascio di Ponzone, che era anche direttore del Lanificio Giletti.
(Morsero Capo Provincia Vercelli al Comando Tedesco Piazza di Vercelli il 13 dicembre 1943)
Le richieste pressanti di Morsero convinsero il governo della RSI ad inviare nel vercellese il 19 dicembre la 1ª Legione d'Assalto "M" "Tagliamento".
Ma quando un ufficiale della GNR creò autonomamente dei reparti da impiegare nelle azioni di controbanda Morsero gli impose di ritirarle poiché l'azione contro i partigiani doveva svolgersi con normali azioni di polizia.
In seguito ad un telegramma firmato dal ministro dell'Interno Guido Buffarini Guidi che disponeva l'internamento degli ebrei in appositi campi di concentramento, il 6 dicembre Morsero ordinò di agire "con massima diligenza e severo criterio" e al podestà Mario Busca di allestire un campo di concentramento presso la cascina Aravecchia, rispettando le "norme di igiene e di pulizia" e di assicurarsi il vettovagliamento dei reclusi tramite la "Sezione provinciale alimentazione" e l'"Ente comunale assistenza", fu previsto inoltre che i reclusi potessero portare con sé "un corredo personale limitato a due coperte di lana, due lenzuola ed alcuni effetti di biancheria personale strettamente indispensabile". Il 9 dicembre si stabilì che si apponessero i sigilli alle case degli ebrei. Il campo della cascina Aravecchia entrò in funzione il 24 dicembre con l'internamento delle prime sette persone.
Morsero nella vita civile esercitava la professione di commercialista e nello svolgere il suo ruolo esecutivo (limitato in esso dalla pesante influenza tedesca sulla RSI) come primo dirigente dell'amministrazione provinciale si dimostrò sempre attento alle questioni legate a lavoro ed economia, entrando pertanto in contrasto con l'incaricato nazista per l'industria tessile Hermann Rausch in particolare per quanto riguardava la concentrazione dell'industria tessile, che avrebbe distrutto il tessuto di piccole e medie imprese del settore del Biellese oltre che per le scarse forniture destinate alla provincia da parte del comando germanico. Cercò di applicare i decreti di socializzazione industriale e agricola.
A partire dal 18 febbraio 1944 Morsero iniziò tutta una serie di visite presso gli impianti industriali del biellese.
Volendo punire i datori di lavoro "solidali" con gli scioperanti il 14 aprile chiese "una decina di milioni" di lire. Secondo l'emittente partigiana "Radio Libertà", che diffuse la notizia, i soldi sarebbero serviti all'acquisto di alcuni cannoni.

#### Lo sciopero dell'aprile 1945
Il 18 aprile 1945 iniziarono dei nuovi scioperi e Morsero ordinò che si sarebbe dovuti "essere inflessibili nell'agire". Ma al capitano Sora, del battaglione "Montebello" della GNR, che proponeva di reagire chiudendo preventivamente le fabbriche e anticipando il coprifuoco rispose di "non riscaldarsi troppo". Ordinò comunque la repressione degli scioperi, anche aprendo il fuoco, nel caso in cui gli scioperanti fossero stati visti armati. Il 19 aprile lo sciopero interessò tutta la provincia e alla GNR furono dati ordini contraddittori. Inizialmente fu ordinato di impedire gli scioperi nelle zone in cui esisteva un presidio, in seguito su disposizioni di Giuseppe Solaro, alto commissario per il Piemonte, fu deciso di permetterli e al contempo di cercare di individuarne i capi. Sempre il 19 aprile fu attuata un'offensiva militare per spezzare l'accerchiamento partigiano che porto inoltre all'individuazione dell'emittente partigiana "Radio Libertà" che fu fatta saltare.

#### La "Colonna Morsero"
Tra il 23 e il 26 aprile 1945 affluirono a Vercelli dai vari presidi della provincia le forze armate della Repubblica Sociale Italiana ancora in armi, ponendosi sotto il comando di Michele Morsero. Si aggiunse anche il battaglione d'assalto "Pontida" della Guardia Nazionale Repubblicana (GNR) giunto da Biella. Le truppe fasciste, cui in taluni casi si erano aggiunti anche civili con i propri familiari, costituirono la "Colonna Morsero" formata da più di 2.000 persone. L'intenzione era di raggiungere Novara per poi dirigersi verso il ridotto della Valtellina. La colonna si arrese poi il 28 aprile ai partigiani presso Castellazzo Novarese. Morsero, tradotto a Vercelli, fu giustiziato sommariamente il 2 maggio.

Morsero riceve i conforti della religione da monsignor Picco.
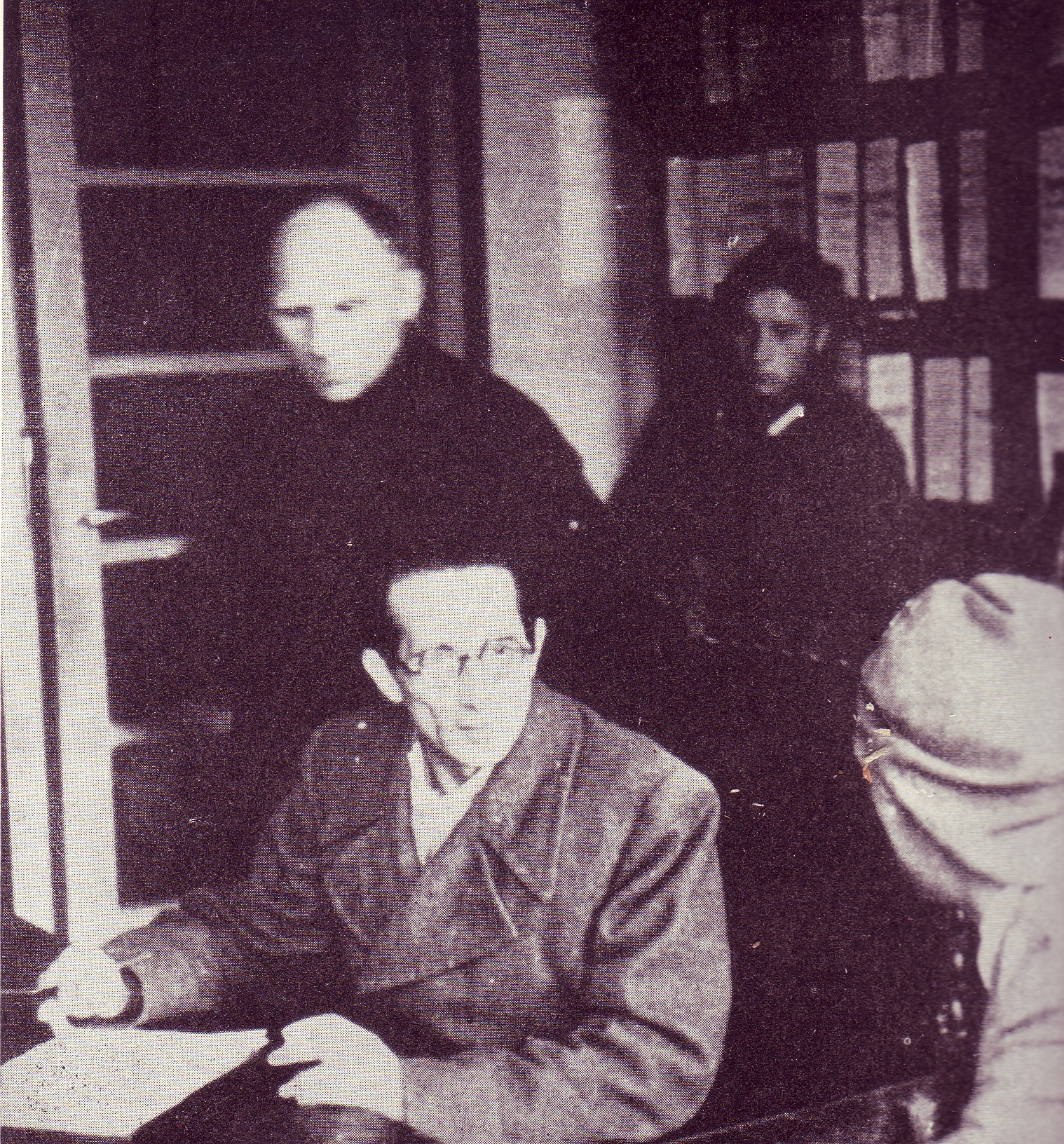
Morsero scrive l'ultima lettera alla moglie dopo essere stato condannato a morte
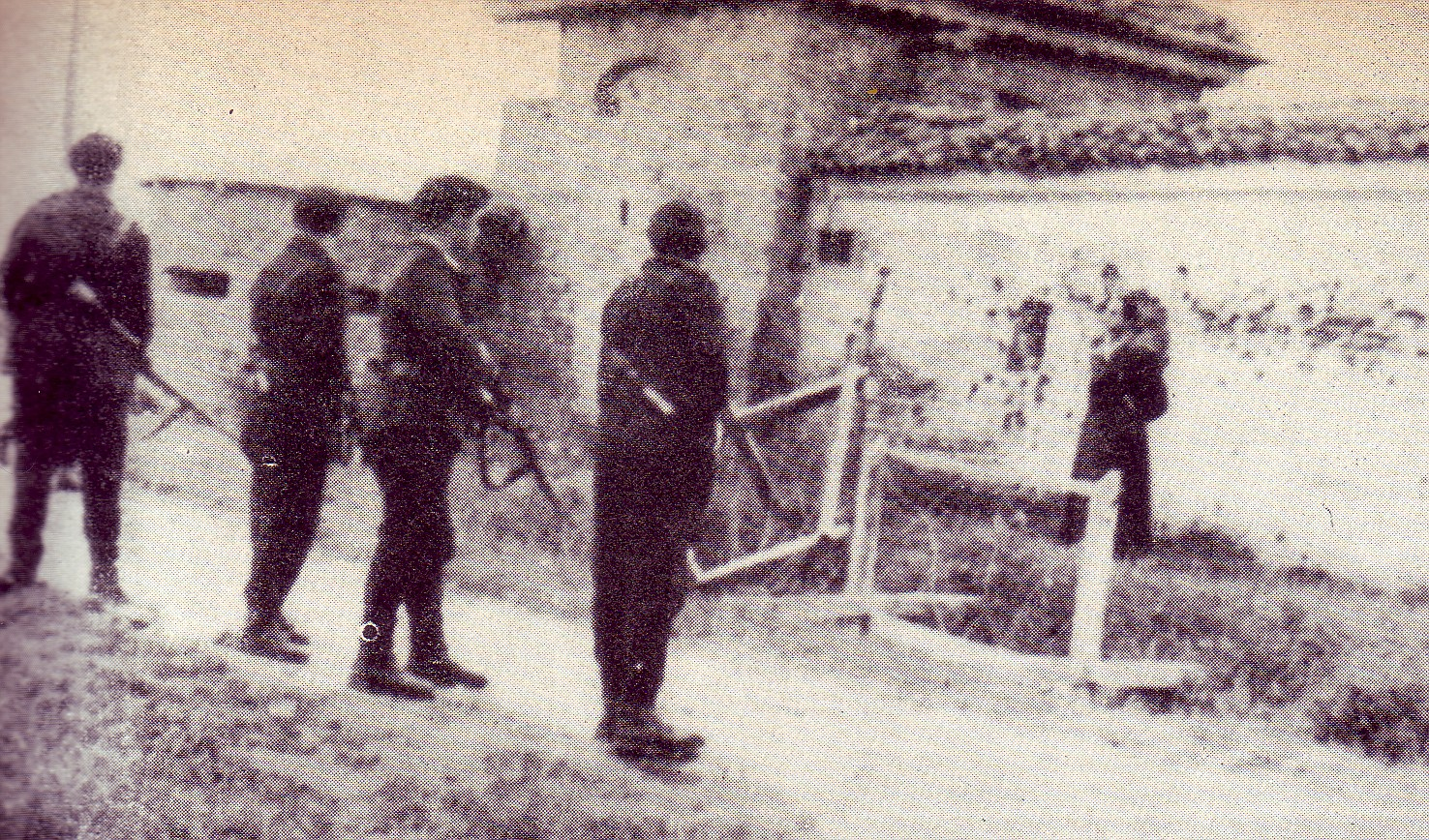
Morsero davanti al plotone di esecuzione, 2 maggio 1945

Una delle ultime foto di Michele Morsero

Dopo essere stato condannato a morte, Morsero, alla presenza di monsignor Picco, scrisse l'ultima lettera alla moglie:
(2 maggio 1945, Morsero Capo della Provincia di Vercelli nell'ultima lettera alla moglie dopo aver appreso della condanna a morte)
Nei giorni seguenti altri membri della "Colonna Morsero", dopo essere stati prelevati dal campo di prigionia, furono sommariamente uccisi in varie località del Vercellese e del Novarese. Il prelevamento più corposo avvenne il 12 maggio 1945 e si concluse con l'eccidio dell'ospedale psichiatrico di Vercelli.

### Libri
- Domenico Roccia, Il Giellismo Vercellese, Vercelli, Tip. Ed. La Sesia, 1949.
- Claudio Dellavalle, Operai, industriali e Partito comunista nel Biellese. 1940-1945, Milano, Feltrinelli, 1978.
- Pierangelo Pavesi, La Colonna Morsero, Copiano (PV), Grafica Ma. Ro. Editrice, 2007, ISBN 88-901807-8-1.
- Lettere dei condannati a morte della RSI, Edizioni Il Borghese e Ciarrapico Editori associati, Cassino, 1975

### Saggi
- Istituto per la storia della Resistenza e della società contemporanea nelle province di Biella e Vercelli:
  - Piero Ambrosio, L'insurrezione in provincia di Vercelli. Brevi cenni Archiviato il 16 settembre 2021 in Internet Archive..
  - Piero Ambrosio, La provincia di Vercelli durante la Rsi. Cenni storici Archiviato il 13 aprile 2008 in Internet Archive..
  - Cristina Merlo, La Comunità ebraica di Vercelli nel 1943 Archiviato il 22 ottobre 2021 in Internet Archive., in "l'impegno", a. XXIII, n. 2, dicembre 2003.
  - Marco Neiretti, La socializzazione mancata. Cronache biellesi del nazional-sindacalismo (1943-1945) Archiviato il 29 ottobre 2007 in Internet Archive., in "l'impegno", a. XX, n. 2, agosto 2000.